# Theope sanjuani
Theope sanjuani is een vlindersoort uit de familie van de prachtvlinders (Riodinidae), onderfamilie Riodininae.
Theope sanjuani werd in 1994 beschreven door D'Abrera.